# Alvin Daniels
Alvin Kevin Daniels (Paramaribo, 10 februari 1994) is een Frans-Guyaans voetballer die als aanvaller speelt.

## Clubloopbaan
Daniels werd geboren in Suriname en verhuisde op zijn zesde naar Nederland. Hij speelde op jonge leeftijd in de jeugdopleiding van AFC Ajax en kwam na enkele jaren niet in clubverband te hebben gespeeld te hebben in de jeugd van BV De Graafschap terecht. In 2011 maakte hij de overstap naar de Voetbalacademie FC Twente. Tussen 2011 en 2013 kwam hij behalve voor de A1 ook uit voor Jong Heracles in de beloftencompetitie.
Op 10 augustus 2013 maakte Daniels voor Jong FC Twente zijn debuut in de Eerste divisie in een wedstrijd tegen BV De Graafschap. Hij viel na 67 minuten in voor Kristopher Vida. Op 20 augustus 2013 tekende hij een driejarig opleidingscontract bij FC Twente. Hij kwam tussen 2013 en 2015 enkel uit voor Jong FC Twente, dat op dat moment in de Eerste divisie uitkwam.
Toen duidelijk werd dat Jong FC Twente vanaf seizoen 2015/16 weer in de beloftencompetitie zou uitkomen, tekende Daniels een tweejarig contract bij FC Dordrecht. In seizoen 2017/18 kwam hij uit voor SC Cambuur. Medio 2018 ging hij naar FC Eindhoven. Medio 2020 liep zijn contract af.
In januari 2021 ging Daniels naar het Italiaanse Como 1907 dat uitkomt in de Serie C.

## Internationale loopbaan
Toen Daniels in 2014 werd geselecteerd voor de voorselectie van Jong Oranje, bleek dat hij nog over een Frans-Guyaans paspoort beschikt en daarmee de Franse nationaliteit heeft. Daarvoor kwam hij wel driemaal uit voor het Nederlands beloftenelftal wat kon omdat dat enkel vriendschappelijk speelt.

## Statistieken
| Seizoen        | Club           | Competitie     | Competitie | Competitie | Beker | Beker | Internationaal | Internationaal | Totaal | Totaal |
| Seizoen        | Club           | Competitie     | Wed.       | Dlp.       | Wed.  | Dlp.  | Wed.           | Dlp.           | Wed.   | Dlp.   |
| -------------- | -------------- | -------------- | ---------- | ---------- | ----- | ----- | -------------- | -------------- | ------ | ------ |
| 2013/2014      | Jong FC Twente | Eerste divisie | 22         | 0          | —     | —     | —              | —              | 22     | 0      |
| 2014/2015      | Jong FC Twente | Eerste divisie | 24         | 1          | —     | —     | —              | —              | 24     | 1      |
| 2015/2016      | FC Dordrecht   | Eerste divisie | 32         | 5          | 2     | 0     | —              | —              | 34     | 5      |
| 2016/2017      | FC Dordrecht   | Eerste divisie | 35         | 9          | 1     | 1     | —              | —              | 36     | 10     |
| 2017/2018      | SC Cambuur     | Eerste divisie | 28         | 2          | 2     | 0     | —              | —              | 30     | 2      |
| 2018/2019      | FC Eindhoven   | Eerste divisie | 37         | 8          | 1     | 0     | —              | —              | 38     | 8      |
| 2019/2020      | FC Eindhoven   | Eerste divisie | 12         | 0          | 1     | 0     | —              | —              | 13     | 0      |
| Carrièretotaal | Carrièretotaal | Carrièretotaal | 190        | 25         | 7     | 1     | 0              | 0              | 197    | 26     |

Bijgewerkt op 21 november 2019